# Suite XVI
Albums de The Stranglers
Norfolk Coast
(2004) Giants
(2012)
Suite XVI est le seizième album du groupe The Stranglers et c'est le premier album du groupe dans lequel chante Baz Warne. L'album est sorti en septembre 2006 sur le label EMI. Le single Spectre of Love obtenu la 57e place des charts anglais.

## Titres
1. Unbroken
2. Spectre of Love
3. She's Slipping Away
4. Summat Outanowt
5. Anything Can Happen
6. See Me Coming
7. Bless You (Save You, Spare You, Damn You)
8. A Soldier's Diary
9. Barbara (Shangri-La)
10. I Hate You
11. Relentless